# Tour des Flandres 1948
Le Tour des Flandres 1948 est la 32e édition du Tour des Flandres. La course a lieu le 18 avril 1948, avec un départ et une arrivée à Gand sur un parcours de 257 kilomètres. 
Le vainqueur final est le coureur belge Briek Schotte, qui s’impose au sprint à Wetteren devant ses trois compagnons d’échappée. Les Belges Albert Ramon et Marcel Rijckaert complètent le podium. 
Pour cette édition, on compte un nombre record historique de 265 participants, dont 50 non-Belges. La course est l'une des épreuves comptant pour le Challenge Desgrange-Colombo.

## Classement final
|    | Coureur                | Pays     | Équipe              | Temps           |
| -- | ---------------------- | -------- | ------------------- | --------------- |
| 1  | Briek Schotte          | Belgique | Alcyon-Dunlop       | 7 h 05 min 00 s |
| 2  | Albert Ramon           | Belgique | Arliguie-Hutchinson | m. t.           |
| 3  | Marcel Rijckaert       | Belgique | Mercier-Hutchinson  | m. t.           |
| 4  | Raymond Impanis        | Belgique | Alcyon-Dunlop       | m. t.           |
| 5  | Gerard Buyl            | Belgique | Carrara-Dunlop      | + 15 s          |
| 6  | Cor Bakker             | Pays-Bas | Vege                | + 15 s          |
| 7  | Maurice Dewannemaecker | Belgique | Rochet-Dunlop       | + 15 s          |
| 8  | Camille Beeckman       | Belgique | Rochet-Dunlop       | + 30 s          |
| 9  | Arie Vooren            | Pays-Bas | Vege                | + 30 s          |
| 10 | Rik Renders            | Belgique | Garin-Wolber        | + 30 s          |